# Dohánymozaikvírus
A dohánymozaikvírus (angolul tobacco mosaic virus, TMV) egyszálú RNS-genommal rendelkező vírus, amely a növények széles skáláját képes megfertőzni, de elsősorban a Solanaceae család tagjai, azon belül a dohány a gazdanövénye. A fertőzés során jellegzetes mozaikos elszíneződések jelennek meg a leveleken. Az első felfedezett vírus a TMV volt (a 19. század végén) és kristályosíthatósága miatt jelentős szerepet játszott a vírusszerkezet kutatásában is.

## Felfedezése
Elsőként a német Adolf Mayer írta le 1886-ban, hogy a dohány mozaikbetegsége fertőző és átvihető egyik növényről a másikra. 1892-ben az orosz Dmitrij Ivanovszkij bebizonyította, hogy a betegséget okozó ágens a legfinomabb porcelánszűrőkön is áthatol, vagyis vagy nem baktérium, vagy az addig ismerteknél jóval kisebb. Ivanovszkij 1903-ban szokatlan kristályzárványokat figyelt meg a beteg növények sejtjeiben és felvetette hogy kapcsolatban lehetnek a kórokozóval. 1898-ban a holland Martinus Beijerinck megismételte Ivanovszkij szűrős kísérleteit és kimutatta, hogy a kórokozó önállóan képes szaporodni a dohánynövényben, vagyis kizárta a lehetőséget, hogy bakteriális toxinról lenne szó. Beijerinck egyfajta folyékony életformára gyanakodott, amit a latin méreg szó alapján vírusnak nevezett el. Az 1930-as években az amerikai Wendell M. Stanley bebizonyította, hogy a dohánymozaikvírus részecskékből áll (nem folyadék), sőt 1935-ben kikristályosította és megmutatta, hogy azután is fertőzőképes marad. Munkájáért 1946-ban kémiai Nobel-díjat kapott, bár egyes következtetései (hogy a kristályok kizárólag fehérjéből állnak, autokatalízis után állnak össze) utólag tévesnek bizonyultak. Az első elektronmikroszkópos kép a TMV-ről 1939-ben készült. 1955-ben Heinz Fraenkel-Conrat és Robley Williams kimutatta, hogy a tisztított vírusfehérje és RNS-e önmagától életképes vírussá áll össze vagyis molekuláinak kémiai szempontból az a legstabilabb, legalacsonyabb szabadenergiájú állapotuk.
A DNS szerkezetének felfedezésében is részt vevő Rosalind Franklin elkészítette a dohánymozaikvírus röntgendiffrakciós képét és megállapította, hogy a pálca alakú vírusrészecskék egyforma hosszúságúak, belül üresek és az azt alkotó fehérjék helikálisan (csavarvonal mentén) kapcsolódnak egymáshoz. Feltételezte, hogy az RNS-genom egy szálból áll. Utóbbit csak halála után sikerült bebizonyítani. A dohánymozaikvírus kutatásában elért eredmények alapvető fontosságúak voltak a virológia korai szakaszában.

## Szerkezete

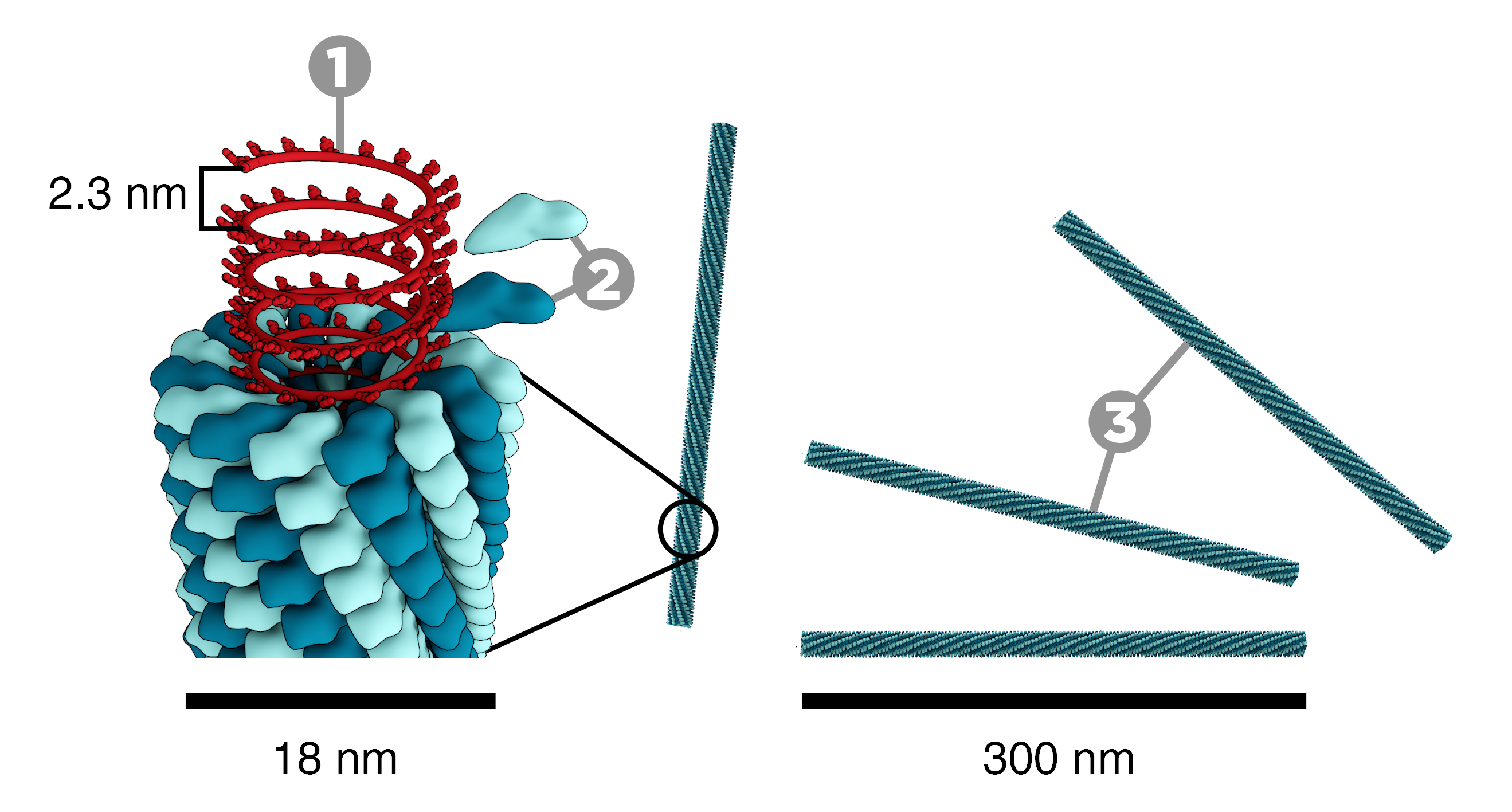
A dohánymozaikvírus szerkezete: 1. RNS-genom 2. burokfehérje (kapszomer) 3. kapszid

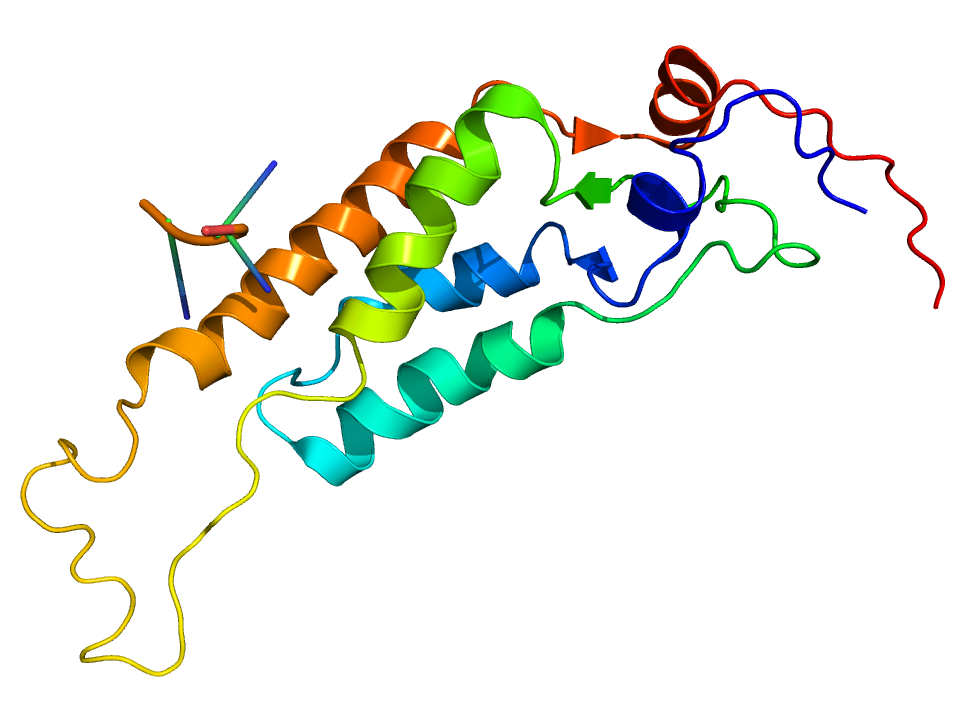
A burokfehérje felépítése

A vírusrészecske (virion) pálcika formájú. Szerkezete egyszerű, csak a cső formájú kapszidból (ami 2130 fehérjemolekulából áll) és egy benne elhelyezkedő, kb. 6400 bázisnyi hosszú, egyszálú RNS-ből tevődik össze. A burokfehérjék spontán képesek csavarvonalat alkotva egymáshoz kapcsolódni; a keletkező hosszú cső minden kanyarulatában 16,3 protein található. A fehérjék 158 aminosavból állnak, másodlagos struktúrájuk négy alfa-hélixből tevődik össze. A virionok hossza 300 nanométer, átmérőjük 18 nm, belső ürege 6 nm, amelynek a fala mentén található az RNS-genom. Egy burokfehérje a genom három egymás utáni nukleotidját köti.

## Genomja
A dohánymozaikvírus RNS-genomja 6395 bázisból áll (ez volt az első, teljesen megszekvenált növényi vírus), egyszálú és (+)szenz, vagyis közvetlenül alkalmas arra, hogy róla fehérjék íródjanak át. A 3’-végén transzfer RNS-szerű struktúra található, 5'-végén pedig metilált guanidin-"sapkát" visel. A genom négy gént (nyitott leolvasási keretet, ORF-et) kódol: a burokfehérjét; a genom másolását végző RNS-függő RNS-polimerázt; a másolást segítő replikázt (metiláló és a torziós feszültséget elimináló helikáz aktivitással); és az ún. mozgásproteint, amely a vírus növényi sejtek közötti plazmodezmákban való áthaladását segíti.

## Életciklusa
A dohánymozaikvírust főleg levéltetvek vagy egyéb szívogató rovarok viszik egyik növényről a másikra, de egyszerű érintkezés is elegendő lehet, akár az ember közvetítésével. A vírus jól viseli az alacsony hőmérsékletet és az elszáradt levelekben, szárakban áttelel. Rendkívül ellenálló, évekig életképes maradhat, akár a magok felszínén, sőt a dohánytermékekben is. Miután a rovarok segítségével áthatolt a növények sejtfalán és szaporodott az első sejtben, utána a plazmodezmákon keresztül terjed át a többi sejtbe. 30 kilodalton méretű mozgásproteinje kitágítja a plazmodezmákat és elősegíti a fertőzés terjedését. Feltételezik, hogy a sejtek között nem a teljes vírusrészecske mozog, hanem csak az RNS-mozgásprotein-replikáz komplex. Ha bekerül a növényi szállítószövetbe, a floémen keresztül nagyobb távolságokat is megtesz. 

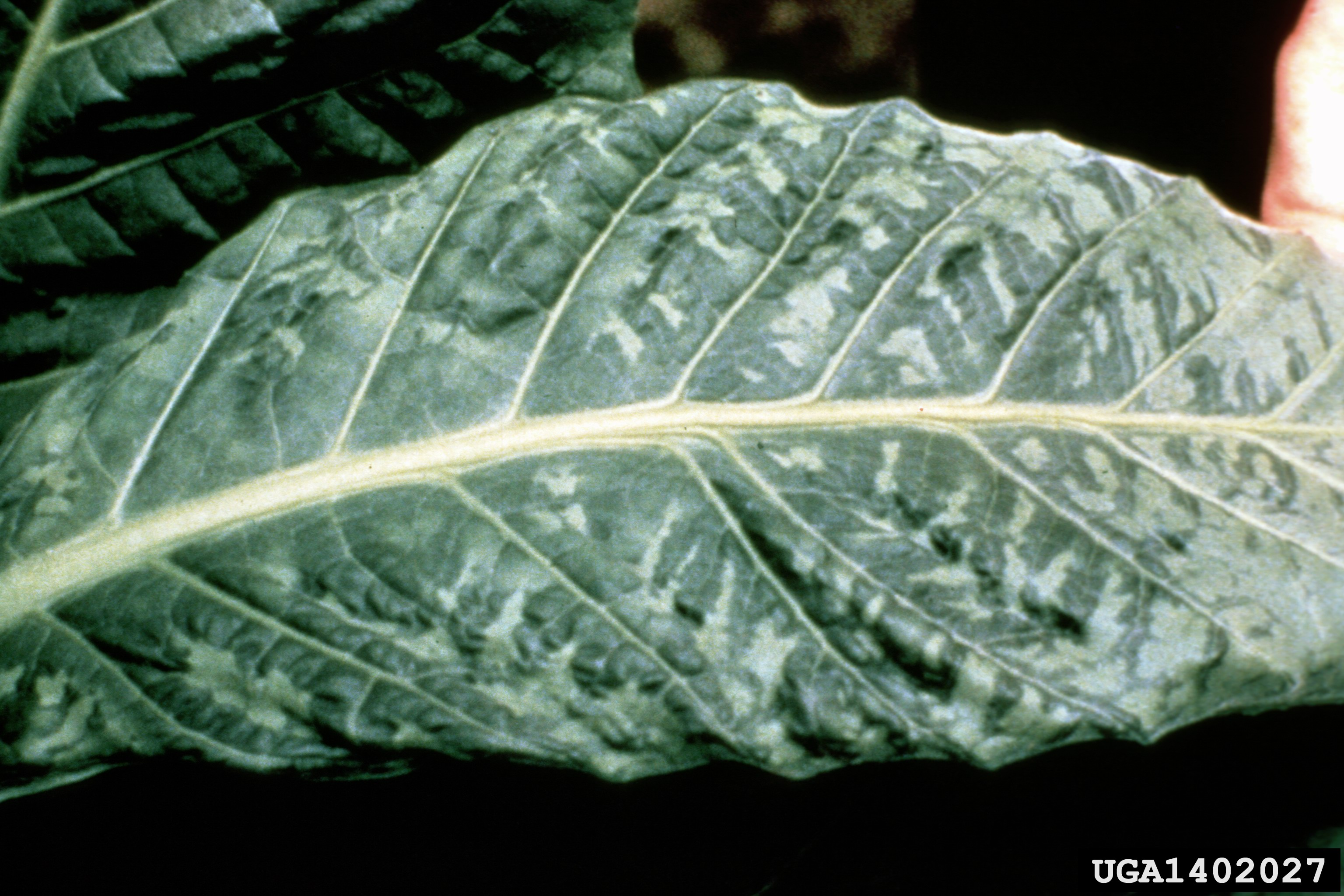
A dohány mozaikbetegsége

Dohánymozaikvírussal fertőzött orchidealevél

A sejtbe való behatolás után a vírus kapszidja szétesik és szabaddá teszi a genomot. Először a replikáz és RNS-polimeráz gének íródnak át fehérjévé, amelyek elkezdik a genom nagy tömegben történő másolását. A fertőzés későbbi szakaszában íródik át a burokfehérje és a mozgásprotein. A vírus összeszerelődése azzal kezdődik, hogy a burokfehérjék egy két rétegből álló korongot alkotnak, amihez belülről odaköt a genom speciális, hajtűszerűen meghajlott struktúrába rendeződött szakasza (így a vírusba csak a saját RNS kerülhet, a sejté nem). A koronghoz ezután csigavonalban sorra tapadnak hozzá az újabb alegységek és mivel a hajtűszakasz a korong növekvő oldalán található, az RNS egyre inkább behúzódik a kapszid hosszabbodó csövébe.

## Az okozott betegség
Sok más növényi vírushoz hasonlóan a TMV-nek is igen széles a gazdanövény-spektruma, legalább kilenc családhoz tartozó 125 fajt képes megfertőzni: a dohányt (az USA egyes államaiban 2%-os termésveszteséget okozhat), a paradicsomot, a paprikát, az uborkát és számos dísznövényt. A mozaikbetegség első tünete a fiatal levelek erek közti szakaszának elhalványulása, amit a jellegzetes, sötétebb- és világoszöld mozaikos mintázat kialakulása követ. Megfigyelhető a levelek ráncosodása is. A tünetek gyorsan kifejlődnek, és inkább a fiatal leveleken feltűnőek. A növény nem pusztul el, de ha fejlődése korai szakaszában fertőződik meg, növekedése visszamaradott lesz. Száraz és forró időjárás esetén elsősorban az alsó leveleken a "mozaikos kiégés", részleges levélelhalás következhet be. A dohánymozaikvírus az almafát és a szőlőt is megtámadhatja, de a fertőzés gyakorlatilag tünetmentes.
Vegyszeres kezelési módszer nincs ellene, csak a fertőzött növények eltávolításával és fertőzésgyanú esetén kézmosással, a szerszámok alapos fertőtlenítésével lehet védekezni.

## Fordítás
- Ez a szócikk részben vagy egészben  a   Tobacco mosaic virus című angol Wikipédia-szócikk ezen változatának fordításán alapul.  Az eredeti cikk szerkesztőit annak laptörténete sorolja fel. Ez a jelzés csupán a megfogalmazás eredetét és a szerzői jogokat jelzi, nem szolgál a cikkben szereplő információk forrásmegjelöléseként.